# Undone – The Sweater Song
"Undone — The Sweater Song" (em português: Desfeita — A Canção da Camisola) é uma música da banda americana de rock alternativo Weezer, lançada em 1994 no seu álbum homónimo de estreia, também conhecido como The Blue Album. Foi também o single de estreia dos Weezer, lançado no dia 24 de Junho de 1994. O vocalista dos Weezer Rivers Cuomo comentou esta música dizendo:
| “ | "Undone" é uma sensação que tu tens quando o comboio pára e um anão acaba por vir bater à tua porta. É suposto ser uma música triste, mas que toda a gente acha hilariante. | ” |

Cuomo disse também que foi uma tentativa de escrever "uma música do género dos Velvet Underground", mas mais tarde referiu que a música era um rip-off inadvertido de "Welcome Home (Sanitarium)" dos Metallica, mostrando que as raízes da banda estão ligadas ao metal.

## Visão Geral
Originalmente, a banda pretendia inserir vários trechos de som na música, tendo porém noção dos seus custos de licenciamento. Em vez disso, a versão de estúdio da música apresenta uma introdução com um diálogo entre o baixista Matt Sharp e o amigo de longa data da banda Karl Koch, bem como uma "intromissão" do diálogo entre Karl e um dos membros fundadores do clube de fãs dos Weezer e dos primeiros adeptos da banda Mykel Allan. Este diálogo é frequentemente adicionado aos concertos e a outras gravações ao vivo.
Durante as actuações ao vivo de 2005, a banda convidava um fã a tocar a parte de guitarra acústica de "Undone". No último dia da digressão Foozer (feita juntamente com a banda Foo Fighters), Dave Grohl surgiu e tocou com a banda, partindo a guitarra no final do concerto.
The Fray, que fez a digressão com os Weezer em 2005, tocaram uma versão cover da música ao vivo durante a sua digressão de 2007. The Offspring fizeram covers em 1994 e 1995. NewFanfled Contraption fizeram covers em todos os espectáculos em 2002 e 2003. The Bloodhound Gang fizeram covers com uma mistura de "Ain't Nuttin To F Wit" dos Wu-Tang Clan.
Na digressão Troublemaker de 2008, Tom DeLonge, vocalista da banda de abertura dos espectáculos Angels & Airwaves, fez um dueto com Cuomo.
Na sua digressão de 2011, a música foi tocada com os membros dos The Flaming Lips.

## Vídeo Musical
O vídeo musical de "Undone" foi o primeiro videoclipe dos Weezer. De acordo com Rivers' Edge: The Weezer Story de John D. Luerssen, a banda insistiu que o vídeo não tivesse nada a ver com camisolas. Porém, a Geffen recebeu vinte e cinco argumentos para o videoclipe, sendo que todos envolviam camisolas. O vídeo marca um dos primeiros trabalhos de realização de Spike Jonze, sendo que o seu pensamento se resumiu a "um cenário azul, uma steadicam e uma matilha de cães rafeiros". O vídeo de $60,000 foi filmado com uma steadicam de uma vez só, com a banda a tocar a música de forma acelerada. Quando o vídeo é mostrado em slow motion, é criada a ilusão de que a banda toca a música no seu tempo correcto, mesmo em movimento lento. As filmagens de uma vez só foram repetidas cerca de vinte e cinco vezes, sendo que a versão final se encontra entre o take 15 e 20, numa altura em que a banda já tinha abandonado a ideia de levar o vídeo a sério. O humor surgiu pela frustração de repetir as mesmas filmagens vezes e vezes sem conta de uma versão acelerada da música, bem como pelo facto de um dos cães ter defecado num dos pedais da bateria de Patrick Wilson. O vídeo tornou-se num sucesso instantâneo na MTV.
Uma versão alternativa do vídeo pode ser encontrada no DVD da banda, Video Capture Device, de 2004.
No vídeo, o vocalista Rivers Cuomo veste uma camisola da equipa mexicana de futebol Tiburones Rojos de Veracruz. Na primeira actuação dos Weezer na Cidade do México muitos dos fãs usavam a mesma camisola.

## Composição Musical
A música destaca-se pelos aparentes acordes básicos de progressão que se repetem ao longo dos versos e dos refrões I, IV, V e VI. Muitos fãs relacionam esta progressão com outras músicas populares de rock como "Wild Thing" dos The Troggs ou "I Bleed" dos Pixies. Contudo, a música experimenta uma mudança chave na modulação do solo da guitarra após o segundo refrão, passando de F# Maior para A Maior, acompanhando a progressão I, IV, V e VI. Para além disso, a guitarra principal que toca durante o início e o final da música contém uma segunda altura elevada que se resolve para uma terceira. Este acidente dá à música um off-note, transmitindo assim um som perceptivelmente peculiar.

## "My Evaline" —B-SideAustraliano
Em 1993, a banda começou à procura de um professor vocal. Rivers Cuomo tinha a experiência da escola secundária em cantar em quartetos barbershop, e pouco depois toda a banda teria o "trabalho de casa" de aprender este género musical. Vocalmente, a banda necessitava de exprimir todo o tipo de harmonias que Rivers escrevia. "My Evaline" foi uma das muitas músicas de estilo antigo que praticaram na altura. Mais tarde, quando a banda gravava "Mykel and Carli" e "Susanne", aproveitaram o tempo extra para dar uma hipótese a "Evaline". Patrick Wilson forneceu a quarta voz, já que este frequentava regularmente as aulas de canto barbershop. A banda sentiu que a música tinha saído bastante bem, pelo que todos concordaram que seria bom lançá-la. Esta apareceu na edição australiana do single, que foi erradamente listada como "Sweet Adeline".

## Faixas
Single Promocional Para Rádio
| N.º | Título                                     | Compositor(es) | Duração |  |
| 1.  | "Undone — The Sweater Song" (Edição Rádio) | Rivers Cuomo   | 3:58    |  |

Cassete Retalho EUA/Disco Vinil 7" Single Promocional Jukebox EUA (Vinil Preto)
| N.º | Título                      | Compositor(es) | Duração |  |
| 1.  | "Undone — The Sweater Song" | Rivers Cuomo   | 4:58    |  |
| 2.  | "Holiday"                   | Rivers Cuomo   | 3:26    |  |

CD Retalho Australiano
| N.º | Título                                                  | Compositor(es) | Duração |  |
| 1.  | "Undone — The Sweater Song"                             | Rivers Cuomo   | 4:58    |  |
| 2.  | "Mykel & Carli"                                         | Rivers Cuomo   | 2:53    |  |
| 3.  | "Susanne" (Original Mix)                                | Rivers Cuomo   | 2:46    |  |
| 4.  | "My Evaline" (Erradamente Listada como "Sweet Adeline") | Rivers Cuomo   | 0:44    |  |

CD Retalho Reino Unido/Cassete Retalho Reino Unido/Disco Vinil 7" Single Reino Unido (Vinil Azul)
| N.º | Título                      | Compositor(es) | Duração |  |
| 1.  | "Undone — The Sweater Song" | Rivers Cuomo   | 4:58    |  |
| 2.  | "Mykel & Carli"             | Rivers Cuomo   | 2:53    |  |
| 3.  | "Susanne" (Original Mix)    | Rivers Cuomo   | 2:46    |  |
| 4.  | "Holiday"                   | Rivers Cuomo   | 3:26    |  |

CD Retalho Francês/Disco Vinil 7" Single Promocional Francês (Vinil Azul)
| N.º | Título                      | Compositor(es)                              | Duração |  |
| 1.  | "Undone — The Sweater Song" | Rivers Cuomo                                | 4:58    |  |
| 2.  | "My Name Is Jonas"          | Rivers Cuomo, Patrick Wilson, Jason Cropper | 3:24    |  |